# Warszawska Uczelnia Medyczna im. Tadeusza Koźluka
Warszawska Uczelnia Medyczna im. Tadeusza Koźluka (WUMed) – najstarsza uczelnia niepubliczna z siedzibą w Warszawie, założona w 1991 jako Prywatna Wyższa Szkoła Businessu i Administracji w Warszawie. Od stycznia 2007 do 23 grudnia 2013 funkcjonowała pod nazwą Prywatna Wyższa Szkoła Businessu, Administracji i Technik Komputerowych z siedzibą w Warszawie. Jej założycielem i rektorem był Tadeusz Koźluk. W 2020 Prywatna Wyższa Szkoła Nauk Społecznych, Komputerowych i Medycznych zmieniła nazwę na Warszawska Uczelnia Medyczna im. Tadeusza Koźluka (WUMed).

## Kształcenie
- Położnictwo – studia licencjackie, licencjackie pomostowe, magisterskie
- Pielęgniarstwo – studia licencjackie, licencjackie pomostowe, magisterskie
- Fizjoterapia – studia magisterskie
- Ratownictwo Medyczne – studia licencjackie
- Dietetyka – studia licencjackie i magisterskie
- Kosmetologia – studia licencjackie i magisterskie
- Informatyka – studia inżynierskie
- Administracja – studia licencjackie

Źródło: 

## Wykładowcy
- prof. dr hab. Zbigniew Abramowicz
- prof. dr hab. Julian Babula
- prof. dr hab. Tadeusz Baczko
- prof. dr hab. inż. Andrzej Barczak
- prof. dr hab. Witold Bogdanienko
- prof. dr hab. Zofia Bolkowska
- amb. prof. dr hab. Jarosław Bratkiewicz
- prof. dr hab. Henryk Cabak
- prof. dr hab. Witold Chmielarz
- prof. dr hab. Tadeusz Chrustowski
- prof. dr hab. Zdzisław Czeszejko-Sochacki
- dr hab. Małgorzata Czuryk
- prof. dr hab. Barbara Dobiegała-Korona(inne języki)
- prof. dr hab. Zbigniew Dobosiewicz(inne języki)
- prof. dr hab. Marian Dobrosielski
- prof. dr hab. Kazimierz Doktór
- dr hab. Małgorzata Duczkowska-Piasecka(inne języki)
- prof. dr inż. Mieczysław Dworczyk
- prof. dr hab. Stanisław Dworecki(inne języki)
- prof. dr hab. Zdzisław Fedorowicz
- prof. dr hab. Wiesław Flakiewicz(inne języki)
- prof. dr hab. Ryszard Frelek
- prof. dr hab. Tadeusz Fuks
- prof. dr hab. Marta Gmytrasiewicz
- prof. dr hab. Stanisław Grabowski
- prof. dr hab. Lucjan Grochowski
- prof. dr hab. Czesław Grzeszyk
- prof. dr hab. Maria Holstein-Beck
- prof. dr Mustafa Ider
- prof. dr hab. Wiesław Iskra
- prof. dr hab. Lech Jaczynowski
- prof. dr hab. Joanna Jasińska
- prof. dr hab. Andrzej Jasiński
- prof. dr hab. Artur Jóźwik
- dr hab. Marta Juchnowicz
- prof. dr hab. inż. Leszek Jung
- dr hab. Mirosław Karpiuk
- prof. dr hab. Leszek Kasprzyk
- prof. dr hab. Zbigniew Kiełmiński
- prof. dr hab. Jerzy Kisielnicki
- prof. dr hab. Marian Koch
- dr hab. Jarosław Kostrubiec
- prof. dr hab. Wiesław Kowalczewski(inne języki)
- prof. dr hab. Stanisław Koziej
- prof. dr hab. Marianna Księżyk(inne języki)
- dr hab. Włodzimierz Kubala
- prof. dr hab. Kazimierz Kuciński(inne języki)
- dr hab. Agnieszka Kwiatek
- prof. dr hab. Czesław Leśniak
- prof. dr hab. Tadeusz Łobozewicz
- prof. dr hab. Adam Łopatka
- prof. dr hab. Zbigniew Madej
- prof. dr hab. Michał Marczak
- prof. dr hab. Walery Masewicz
- prof. dr hab. Elżbieta Mączyńska
- prof. dr hab. Mieczysław Michalik
- prof. dr hab. Kazimierz Migdał
- prof. dr hab. Andrzej Milewski
- prof. dr hab. Danuta Mliczewska
- prof. dr hab. Wojciech Mokrzycki
- prof. dr hab. Jan Mujżel
- prof. dr hab. Jan Mulawka
- prof. dr hab. Wojciech Muszalski
- prof. dr hab. Jerzy Muszyński
- prof. dr hab. Andrzej Najgebauer
- prof. dr hab. Daria Nałęcz
- prof. dr hab. Tomasz Nałęcz
- prof. dr hab. inż. Tadeusz Nowicki
- prof. dr hab. Irena Olchowicz
- prof. dr hab. Stanisław Otok
- prof. dr hab. Zbigniew Pasternak-Winiarski
- prof. dr hab. Stanisław Pawela
- prof. dr hab. Wojciech Penczek
- prof. dr hab. Stanisław Pikulski
- prof. dr hab. Aleksander Pregiel
- prof. dr hab. inż. Jacek Przygodzki
- dr hab. inż. Radosław Pytlak(inne języki)
- prof. dr hab. Małgorzata Rószkiewicz
- prof. dr hab. Kazimierz Równy
- prof. dr hab. Janusz Rybiński
- prof. dr hab. Kazimierz Ryć(inne języki)
- prof. dr hab. Zbigniew Rykiel(inne języki)
- prof. dr hab. Bohdan Rymaszewski
- prof. dr hab. Franciszek Ryszka
- prof. dr inż. Wiesław Sasin(inne języki)
- prof. dr hab. Jan Skoczylas
- prof. dr hab. Kazimierz Sobczak
- prof. dr hab. Wojciech Sokolewicz
- prof. dr hab. Wacław Stankiewicz
- prof. dr hab. Janusz Straszak
- prof. dr inż. Maciej Szafarczyk(inne języki)
- prof. zw. dr hab. Tadeusz Sztucki
- prof. dr hab. Wacław Szymanowski
- prof. dr hab. Stanisław Taborowski
- prof. dr hab. Aleksander Timofiejew
- prof. dr hab. Jan Terelak
- prof. dr hab. Jan Turyna(inne języki)
- prof. dr hab. Jan Tylka
- prof. dr hab. Kazimierz Waćkowski
- prof. dr hab. Stanisław Walczak
- prof. dr hab. Andrzej Wasilkowski
- prof. dr hab. Jan Wawrzyniak
- dr hab. Tomasz Werner
- dr hab. Wojciech Werpachowski
- prof. dr hab. Krzysztof Witczyński
- prof. dr hab. Tadeusz Wojciechowski
- prof. dr hab. Zofia Wysokińska(inne języki)
- prof. dr hab. Ryszard Zabrzewski
- prof. dr hab. Tadeusz Zawadzak
- prof. dr hab. Wojciech Zieliński[5][6]

## Kampus
Kampus WUMed – na 3 hektarach w centrum Warszawy powstały budynki miasteczka akademickiego o łącznej powierzchni 66 000 m². Uczelnia jest zlokalizowana przy ul. Bobrowieckiej 9 w Warszawie.